# Sergey Arzamasov
Sergueï Aleksandrovitch Arzamassov (né le 9 avril 1971 à Chimkent) est un athlète kazakh spécialiste du triple saut.

## Carrière
Aux Jeux olympiques d'Atlanta en 1996, il est classé au 36ème rang ne sautant en qualifications que 15 m 91.

### Palmarès
| Année | Compétition                  | Lieu      | Résultat | Performance |
| ----- | ---------------------------- | --------- | -------- | ----------- |
| 1990  | Championnats du monde junior | Plovdiv   | 5e       | 16,15 m     |
| 1993  | Championnats d’Asie          | Manille   | 3e       | 16,78 m     |
| 1994  | Jeux asiatiques              | Hiroshima | 3e       | 16,57 m     |
| 1995  | Championnats du monde        | Göteborg  | 12e      | 16,98 m     |
| 1997  | Jeux de l’Asie de l’Est      | Busan     | 1er      | 16,89 m     |
| 1998  | Jeux asiatiques              | Bangkok   | 1er      | 17,00 m     |
| 2001  | Jeux de l’Asie de l’Est      | Osaka     | 3e       | 16,13 m     |

### Records
| Épreuve     | Performance | Lieu     | Date          |
| ----------- | ----------- | -------- | ------------- |
| Triple saut | 17,28 m     | Tachkent | 29 avril 1993 |

| Épreuve     | Performance | Lieu      | Date           |
| ----------- | ----------- | --------- | -------------- |
| Triple saut | 16,56 m     | Stuttgart | 7 février 1999 |